# Donació de Pipí

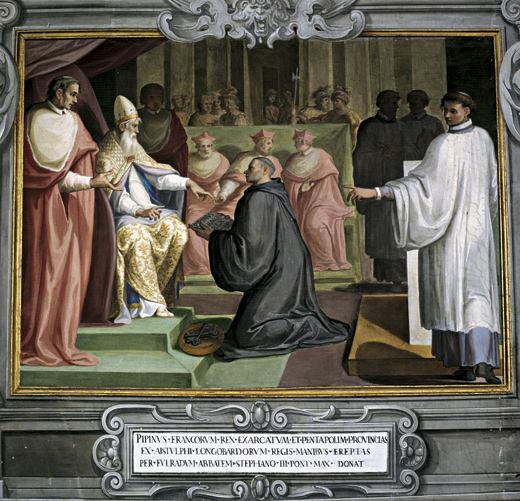
Representació idealitzada de la donació de Pipí al Papa Esteve II (754)

La Donació de Pipí, coneguda també com el Tractat de Quierzy, va ser la restitució a l'Església l'any 754 per part del primer monarca carolingi Pipí el Breu de les terres que havien perdut a mans dels llombards. Els territoris entregats es convertiren en la base dels emergents Estats Pontificis, que estendrien el poder temporal del papat més enllà de la ciutat i la diòcesi de Roma.

## Context històric
En el marc de l'expansió dels llombards al llarg de la península Itàlica i els seus enfrontaments amb l'Imperi Romà d'Orient, l'any 728 el rei dels llombards Liutprand va arribar a un acord amb el papa Gregori II a través del qual li entregava la ciutat fortificada de Sutri i algunes posicions més al Latium. Aquesta donació de Sutri va significar la primera expansió del poder dels papes més enllà de Roma.

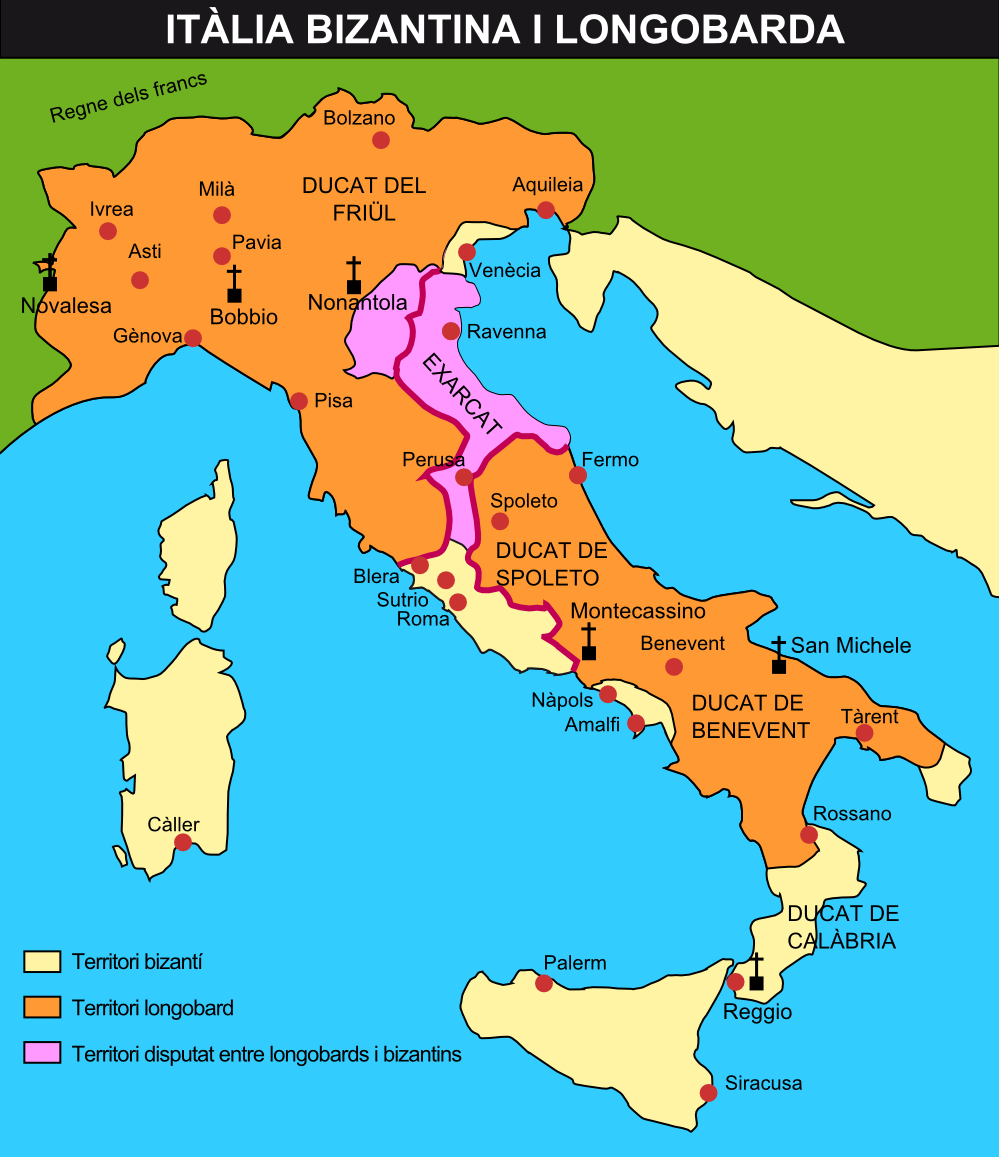
La Itàlia romana d'Orient (groc) i llombarda (taronja). En rosa apareix l'Exarcat de Ravenna.

L'any 751, els llombards, liderats pel rei Astiulf, van conquerir als romans d'Orient les terres de l'Exarcat de Ravenna. Des de la seva nova posició de força Astiulf va exigir al papa Zacaries que Roma li pagués tribut.
Zacaries era un hàbil diplomàtic que havia donat suport a Pipí el Breu per destronar el darrer monarca merovingi, Khilderic III, i proclamar-se rei dels francs. Però Zacaries va morir el març del 752, i el seu successor Esteve II va anar a entrevistar-se amb Pipí el Breu a la ciutat de Quierzy-sur-Loire per demanar ajuda contra els llombards. Era el primer cop que un papa visitava la Gàl·lia.

## La donació
A Quierzy Pipí s'hauria compromès a iniciar una campanya contra els llombards i entregar al papat els territoris obtinguts, compromís que hauria quedat per escrit en un document conegut com la «Donació de Pipí». Aquest document no s'ha preservat, però fonts de finals del segle viii n'atesten l'existència.
En agraïment el Papa Esteve ungí Pipí a Saint-Denis reforçant la seva legitimitat com a primer rei d'una nova dinastia.

## La fundació dels Estats Pontificis

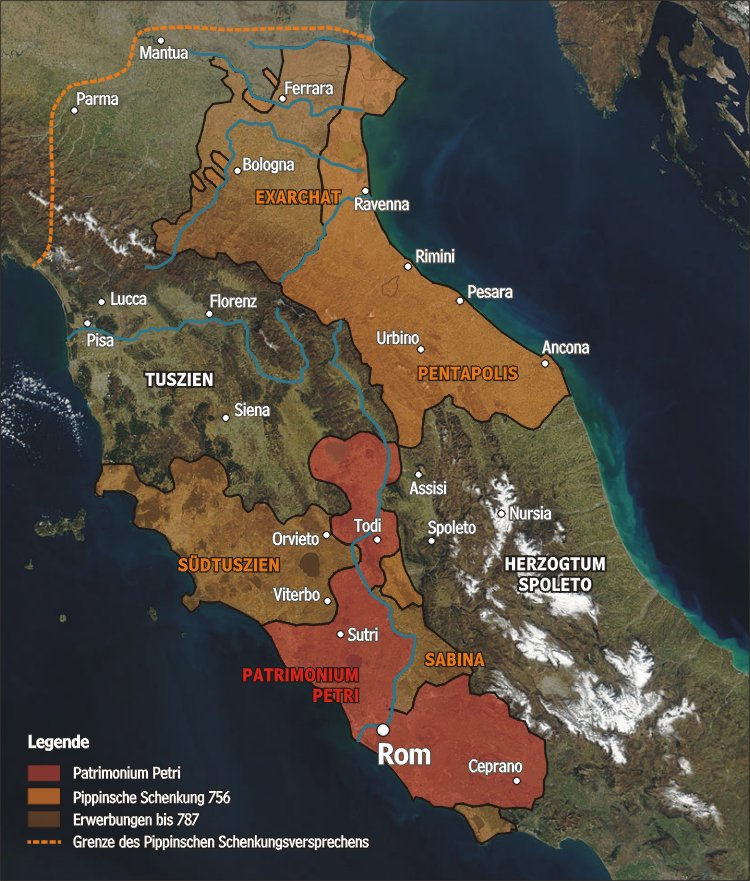
Els Estats Pontificis l'any 800

Tal com s'hauria compromès a fer en la seva donació, l'any 756 Pipí va liderar els francs contra els llombards. Derrotat, el rei Atiulf va haver de cedir l'Exarcat de Ravenna i el Ducat de Roma al papat, i Pipí va confirmar la donació a Roma el mateix any.
Les terres entregades incloïen conquestes llombardes a la Romanya i als ducats de Spoleto i Benevento, i també la Pentàpolis a la Marca (les «cinc ciutats» de Rímini, Pesaro, Fano, Senigallia i Ancona).
Per primera vegada el poder temporal dels papes s'estenia a través d'Itàlia des del Mediterrani fins a l'Adriàtic. En aquests extensos territoris els papes serien capaços d'exercir sobirania de forma efectiva.
L'any 774 ell fill de Pipí, Carlemany va afegir noves terres a la donació de Pipí, reforçant així el poder papal.